# Товарищество мануфактур Я. Лабзина и В. Грязнова
«Товарищество мануфактур Я. Лабзина и В. Грязнова» — предприятие, специализирующееся на производстве платков в Павловском Посаде. К началу XX века было одним из крупнейших предприятий, на котором было занято около 2 тысяч человек

## История
В 1795 году крестьянин из села Павлово И. Д. Лабзин создал предприятие, из которого впоследствии возникла мануфактура, занимающаяся производством платков. Новый этап развития предприятие получило при фабрикантах Якове Ивановиче Лабзине и Василии Ивановиче Грязнове. Яков Иванович Лабзин — правнук основателя фабрики — родился в 1827 году. Его родственник и компаньон — Василий Иванович Грязнов — в 1816 году. В 1853 году они объединили капиталы и основали «Товарищество мануфактур Я. Лабзина и В. Грязнова». Предприниматели смогли перепрофилировать фабрику на изготовление шерстяных шалей с набивным рисунком. Первые шали такого типа были выпущены в начале 1860-х годов. По состоянию на 1872 год, фабрика вырабатывала 600 тысяч платков и 100 тысяч кусков ситца. Годовой доход фабрики превышал миллион рублей. Главным узнаваемым элементом на этих шалях были цветочные композиции. Шали были украшены розами и незабудками, цветочными побегами, листьями и ветками. Узор на платки наносили при помощи специальных деревянных досок с металлическими вставками.
В 1881 году Яков Лабзин получил звание поставщика Великой Княгини Александры Петровны. Продукция, изготавливаемая на предприятии, получала серебряные медали Всероссийских художественно-промышленных выставок.
В 1896 году на Нижегородской ярмарке продукция мануфактуры была удостоена Большого государственного герба. Фабрика получила право использовать государственный герб на вывесках и этикетках.
Она вырабатывала 1 200 000 шерстяных и полушерстяных платков. Годовая производительность была равна 21,2 миллионам рублей. Число работников составляло 1558 человек, вне стен заведения работало 405 человек. При фабрике работала больница вместительностью 20 человек, богадельня вместительностью 60 человек, фабрика обеспечивала проведение обучения в нескольких школах, число учащихся составляло 400 мальчиков и девочек. Здание фабрики, которое было построено в 1901 году сохранилось, и расположено на улице Каляева.
Товарищество было основано 1 января 1892 года.
В начале XX века Товарищество стало крупным предприятием по выпуску шерстяных шалей и платков. У фабрики были свои торфяные болота, благодаря чему фабрика получала до 1500 кубов торфа. После 1917 года предприятие было национализировано. Оно получило новое название Старо-Павловской фабрики. Спустя 10 лет фабрику переименовали в «Фабрику имени X годовщины Красной Армии».
В 1937 году фабрика приняла участие во Всемирной художественно-промышленной выставке, которая проходила в Париже. В 1958 году продукция фабрики — павловские платки — были награждены Большой золотой медалью на Всемирной выставке в Брюсселе. В 1963 году вновь было изменено название фабрики на Московское производственное платочное объединение. В 1992 году предприятие стало Акционерным обществом закрытого типа «Павлово-Посадские шали», а в 2000 году получило Золотую медаль Сибирской ярмарки в Новосибирске.
С 1995 года ОАО «Павлопосадская платочная мануфактура» обладает правом художественного промысла.
В 2005 году фабрика была награждена орденом «Слава России».